# Sociologia politica
La sociologia della politica è lo studio dei rapporti tra lo stato e le istituzioni, dei poteri sociali, dell'autorità e delle intersezioni di personalità, strutture sociali e politica con i concetti di conflitto, consenso e interesse.
Si tratta di una indagine interdisciplinare, in cui sociologia e scienza politica collaborano e si intrecciano attivamente. La disciplina usa dati storici comparativi per analizzare i sistemi di governo e le organizzazioni economiche allo scopo di comprendere il clima politico delle società, i modelli e le tendenze politiche.

## Origine e storia
La tradizione sociologica si è occupata lungamente di politica, basti pensare alle opere di Tocqueville (1805-1859), agli scritti di Émile Durkheim (1858-1917), di Vilfredo Pareto (1848-1923), oltre ai saggi di quelli che vengono considerati i fondatori della sociologia politica, Max Weber (1864-1920) e Moisej Ostrogorskij (1854-1921).
Due sono le questioni dibattute sugli ambiti della sociologia politica: assegnarle un suo spazio ben definito, consentendole di indagare le strutture sociali, lasciando invece, quelle politiche alla competenza delle scienze politiche, sempreché sia possibile distinguere chiaramente tra le due strutture e sia lecito considerare la politica come una struttura autonoma; in secondo ordine tenere conto che le scienze politiche nordamericane influenzate dal comportamentismo e dal funzionalismo, quella francese prettamente fenomenologica e quella tedesca, legata allo storicismo e al marxismo hanno prodotto tre grandi scuole estremamente diversificate.

## Campi di ricerca
Attualmente sono contemplate quattro grandi aree di ricerca:
- La formazione sociopolitica degli stati moderni.
- Lo studio sulle diseguaglianze sociali presenti tra i vari gruppi (classi, razze, generi, etc.) e sulla loro influenza nella politica.
- Il tipo di influenza prodotto dai movimenti sociali, dalle personalità e dalle tendenze esterne alle istituzioni formali, sulle scelte politiche.
- Le relazioni di potere tra e attraverso i gruppi sociali (famiglia, luogo di lavoro, burocrazia, media, etc.).

I campi di indagine sviluppano analisi su come le più importanti tendenze sociali influenzino i processi politici e sul modo in cui le varie forze sociali lavorino insieme per cambiare le scelte politiche.

## Modelli teorici
Tre sono i più importanti modelli teorici:
- La teoria del pluralismo, secondo la quale il potere politico non è vincolato alle elezioni e agli elettori e nemmeno alle piccole concentrazioni elitarie, piuttosto è distribuito attraverso un ampio numero di gruppi, quali organizzazioni di affari, gruppi di interessi, etc.
- La teoria statalista, che prevede l'egemonia delle strutture gestite dallo Stato, che verrebbero a formare organizzazioni di grande concentrazione di potere.
- La teoria delle classi sociali che invece enfatizza il potere in mano ad una élite capitalista, influenzata dalla teorie marxiste e basata su un duplice approccio: il primo è quello strutturalista, secondo il quale l'economia capitalista incoraggia lo Stato a svolgere determinati atti e non altri, il secondo è quello non strumentale che concentra la propria attenzione sulle regole.

## Rapporto con la teoria della democrazia
I modelli teorici cercano di dare una spiegazione della possibilità, storicamente riscontrata nella democrazia dei moderni degli ultimi due secoli, che i politici da un lato, i cittadini dall’altro si coalizzino in club (come i partiti e i gruppi di interesse) allo scopo di perseguire con più efficacia i loro obiettivi particolari.
Nella descrizione che ne dà Anthony Downs, "siccome nei regimi competitivi le cariche si ottengono attraverso l’elezione, il fine preliminare di ogni politico è quello di assicurarsi i voti per essere eletto o rieletto. I candidati si fanno concorrenza offrendo combinazioni di politiche pubbliche per essere eletti alle cariche governative. In caso di successo essi potranno realizzare i loro scopi privati: reddito, prestigio, potere, o provare l’emozione e il piacere della politica. In democrazia ogni politico mira a ottenere il massimo di sostegno popolare (o almeno un sostegno sufficiente per essere eletto) promettendo o offrendo politiche pubbliche che avvantaggino il maggior numero possibile di elettori; ma nel cercare di «vendere» il suo prodotto si trova a competere per il voto con altri politici con gli stessi obiettivi".
Il funzionamento dello scambio politico, però, viene meno quando uno dei due lati del rapporto di scambio si rafforza eccessivamente, ai danni dell'altro: nel sistema capitalistico, ciò attiene principalmente al rapporto tra l'imprenditoria ed i partiti politici.
Sotto il profilo descrittivo, le formazioni politiche che non si riconoscono con il mainstream - ad esempio perché  esprimono una diversa "costellazione degli interessi" sociali nel rapporto con il decisore politico, rispetto alla democrazia liberale - sono definite, con terminologia avalutativa, antisistema: di fronte alla crisi della rappresentanza in campo politico, si registra un "incremento della frammentazione e delle forze considerabili antisistema" che, in Italia, esercita comunque un ruolo "sulla base della tradizione italiana di tipo trasformistico".